# PGC 213639
LEDA/PGC 213639 ist eine Galaxie im Sternbild Sextant südlich der Ekliptik. Sie ist schätzungsweise 363 Millionen Lichtjahre von der Milchstraße entfernt.

Im selben Himmelsareal befinden sich u. a. die Galaxien NGC 3015, NGC 3018, NGC 3023.